# Andrew J. Rogers

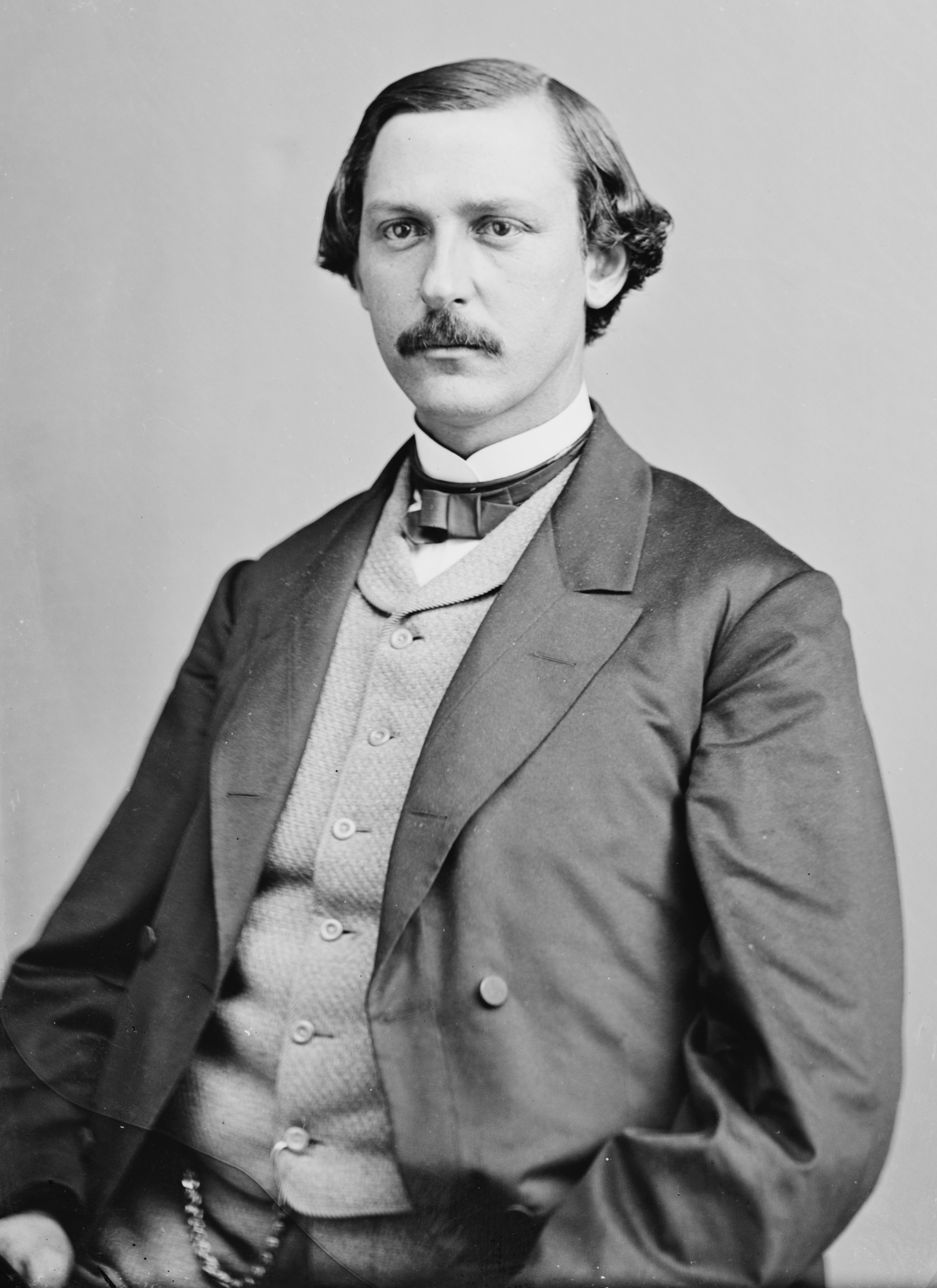
Andrew J. Rogers

Andrew Jackson Rogers (* 1. Juli 1828 in Hamburg, Sussex County, New Jersey; † 22. Mai 1900 in New York City) war ein US-amerikanischer Politiker. Zwischen 1863 und 1867 vertrat er den Bundesstaat New Jersey im US-Repräsentantenhaus.

## Werdegang
Andrew Rogers besuchte die öffentlichen Schulen seiner Heimat. Danach wurde er in einem Hotel und einem Laden angestellt. Außerdem arbeitete er zwei Jahre lang als Lehrer. Nach einem anschließenden Jurastudium und seiner 1852 erfolgten Zulassung als Rechtsanwalt begann er in Lafayette in diesem Beruf zu arbeiten. Im Jahr 1857 verlegte er seinen Wohnsitz und seine Kanzlei nach Newton. Gleichzeitig schlug er als Mitglied der Demokratischen Partei eine politische Laufbahn ein.
Bei den Kongresswahlen des Jahres 1862 wurde er im vierten Wahlbezirk von New Jersey in das US-Repräsentantenhaus in Washington, D.C. gewählt, wo er am 4. März 1863 die Nachfolge von George T. Cobb antrat. Nach einer Wiederwahl konnte er bis zum 3. März 1867 zwei Legislaturperioden im Kongress absolvieren. In dieser Zeit endete der Bürgerkrieg. Rogers saß im Joint Committee on Reconstruction und war an der Ausarbeitung des 14. Verfassungszusatzes beteiligt, der 1868 ratifiziert wurde. Im Jahr 1865 wurde bereits der 13. Zusatzartikel gebilligt.
1866 unterlag Rogers dem Republikaner John Hill. Nach dem Ende seiner Zeit im US-Repräsentantenhaus zog er im Jahr 1867 nach New York, wo er als Jurist für die Stadt arbeitete. Im Jahr 1892 zog er nach Denver in Colorado und wurde dort als Commissioner im Polizeidienst tätig. 1896 kehrte er nach New York zurück. Dort ist er am 22. Mai 1900 verstorben.